# Ladies Slovak Open
Het Allianz Ladies Slovak Open is een golftoernooi in Slowakije. Het toernooi maakt deel uit van de Ladies European Tour. 
Het toernooi wordt gespeeld op de Gray Bear Golf Club die deel uitmaakt van de Golf Resort Tale in Brezno.
In 2011 maakte Nontaya Srisawang een hole-in-one en kreeg daarvoor een Skoda Yeti.

## Winnaars
| Jaar                                            | Baan                | Winnaar            | Score              | Score              | Info                                         |
| Ladies Slovak Open                              | Ladies Slovak Open  | Ladies Slovak Open | Ladies Slovak Open | Ladies Slovak Open | Ladies Slovak Open                           |
| ----------------------------------------------- | ------------------- | ------------------ | ------------------ | ------------------ | -------------------------------------------- |
| 2010                                            | Gray Bear Golf Club | Maria Hernandez    | 280                | −8                 | , rookie, haar 2de toernooi als professional |
| 2011                                            | Gray Bear Golf Club | Caroline Hedwall   | 205                | −11                | , Christel Boeljon werd 2de.                 |
| Allianz Ladies Slovak Open                      |                     |                    |                    |                    |                                              |
| 2012                                            | Gray Bear Golf Club | Line Vedel         | 209                | −7                 | , haar eerste overwinning op de Tour         |
| Allianz Ladies Slovak Open presented by Respect |                     |                    |                    |                    |                                              |
| 2013                                            | Gray Bear Golf Club | Gwladys Nocera     | 279                | −9                 |                                              |
| 2014                                            | Gray Bear Golf Club | Camilla Lennarth   | 277                | −11                |                                              |

 Australian Ladies Masters ·
 Women's Australian Open ·
 New Zealand Women's Open ·
 World Ladies Championship ·
 Lalla Meryem Cup ·
 Buick Championship ·
 Turkish Ladies Open ·
 Dutch Ladies Open ·
 ISPS Handa Ladies European Masters ·
 Ladies Scottish Open ·
 Women's British Open ·
 Sberbank Golf Masters ·
 Helsingborg Open ·
 The Evian Championship ·
 Ladies Open de France ·
 Xiamen Open ·
 Sanya Ladies Open ·
 South African Women's Open ·
 Women's Indian Open ·
 Dubai Ladies Masters
Kowa Queens Cup ·
Solheim Cup